# Theophil Ernst Kriese
Theophil Ernst Kriese (* 4. Februar 1785 in Groß Peisten bei Preußisch Eylau; † 4. September 1848 in Dorpat) war ein deutscher Lehrer.

## Leben
In der Nähe von Preußisch Eylau geboren, begann Theophil Kriese im Alter von 15 Jahren 1800 an der Albertus-Universität Königsberg Rechtswissenschaft zu studieren. Nach seinem Studium wirkte er ab 1802 als Hauslehrer in Litauen. Zwei Jahre später ging er in gleicher Position nach Livland. Er machte sich 1816 selbstständig und gründete in Fellin eine private Erziehungsanstalt für Mädchen. Als Internatsschule wurde sie 1821 den gestiegenen Anforderungen angepasst und nach Pernau verlegt. Von 1823 bis 1826 gab er das Pernausche Wochenblatt heraus. 1828 wurde Kriese zum Schulinspektor ernannt und als wissenschaftlicher Lehrer an die Kreisschule in Walk berufen. 1830 wurde er als solcher an das Gymnasium in Fellin versetzt.

## Schriften
- Euphilos und Maria oder der Seher Neu-Griechenlands, epische Erzählung, 1824
- Einige Blicke in die Geschichte der Vorzeit Fellins : Erster Blick auf die schöne Natur Fellins und auf der alten Ehsten Provinzen und Gebiete, Religion und Aberglauben. Einladungsschrift zur öffentlichen Prüfung in der Fellinschen Kreisschule. Pernau 1837.
- Einige Blicke in die Geschichte der Vorzeit Fellins : Zweiter Blick : Rückblick auf die heutigen Aberglauben der Ehsten und Blicke auf Charakter, Lebensart, Sitten, Handel. Einladungsschrift zur öffentlichen Prüfung in der Fellinschen Kreisschule. Pernau 1838.
- Einige Blicke in die Geschichte der Vorzeit Fellins : Dritter Blick. Einladungsschrift zur öffentlichen Prüfung in der Fellinschen Kreisschule. Pernau 1840.
- Einige Blicke in die Geschichte der Vorzeit Fellins : Vierter Blick. Einladungsschrift zur öffentlichen Prüfung in der Fellinschen Kreisschule. Pernau 1841.
- Einige Blicke in die Geschichte der Vorzeit Fellins : Fünfter Blick. Einladungsschrift zur öffentlichen Prüfung in der Fellinschen Kreisschule. Pernau 1843